# Pilos (Messènia)
Pilos (grec: Πύλος, habitualment transliterat Pylos; en català medieval Port Jonc, i també coneguda amb el seu nom en italià, Navarino; en àrab Iruda i en turc Anavarin) és una vila de Grècia situada al Peloponnès, capital de la prefectura de Messènia, amb 5.401 habitants al cens del 2001. Segons l'actual administració territorial, Pilos està inclosa en la unitat municipal de Pylos-Nestor.

## Geografia
Pilos és la capital de la unitat municipal de Pylos-Nestor, situat a la península i unitat perifèrica de Messènia, al Peloponnès. La ciutat moderna està situada a la part sud de la badia de Navarino, la qual mira a la mar Jònica. Es tracta d'una badia força tancada, de característiques idònies per un port natural, car resta tancada per l'illa d'Esfactèria i té dues sortides: per la part nord, entre l'illa i el cap Corifàsion (grec: Κορυφάσιον), i per la part sud, entre l'illa i la muntanya de Sant Nicolau (grec: Άγιος Νικολάος, 482 m). A nord del Corifàsion es troba el llac Giàlova (grec: Λιμνοθάλασσα Γιάλοβας) i la platja de Voidokilià.
Els aiguamolls del districte de Gialova comprèn una de les 10 llacunes més grans de Grècia i ha estat classificada com una de les àrees d'ocells importants d'Europa. Dins el territori municipal de Pilos es troba una àrea arqueològica de 1.500 acres, que es troba entre Gialova i la badia de Voidokilia. El nom dels aiguamolls és Vivari, paraula que ve del llatí i vol dir «viver de peixos». En el seu punt més profund la llacuna té una fondària d'uns 4 metres. És la parada més al sud on les aus migratòries procedents dels Balcans descansen en el seu viatge a Àfrica, el nombre d'aus acollides es calcula en no menys de 225 espècies, entre les quals hi ha ardèids, el corb marí, el xoriguer petit, la gavina corsa, el flamenc, l'àguila peixatera i l'àguila imperial. A més s'hi poden trobar algunes espècies en perill d'extinció a tot Europa, com el camaleó africà. El consell municipal ha situat diversos punts de guaita per observar els ocells en el seu entorn natural.
El territori està format per terra rogenca, on creixen moltes cebes marines emprades en medicina. També hi ha roques de tipus calcari. Gairebé no hi ha arbres però sí que creixen diverses plantes arbustives entre les roques: sàlvia, genisteae, estepes.

### La població
El centre de poder del territori de Pilos s'ha anat desplaçant al llarg de la història. Així, en el període micènic (segon mil·lenni aC), el palau micènic de Nèstor era situat a l'interior, a uns deu quilòmetres al nord de la badia, la qual funcionava com a port. A l'època clàssica els palaus micènics feia segles que romanien abandonats, i la localitat s'havia desplaçat a la badia, al peu del Corifàsion; segons Tucídides, però, estava poc poblada. Durant la Guerra del Peloponnès, els atenesos alçaren una fortificació al cim del Corifàsion. A l'edat mitjana, després de la Quarta Croada, els francs bastiren un castell al mateix Corifàsion (probablement sobre l'antiga fortificació atenesa), llavors anomenat Port Jonc (Ζόγκλον) o Navarino (Αβαρίνο). Finalment, el segle xvi els otomans bastiren una nova fortalesa, aquesta vegada no sobre l'antiga sinó a la part sud de la badia. L'antiga, anomenada Paleokastro (Παλαιοκάστρο, 'castell vell'), fou abandonada, mentre que entorn de la nova fortificació es formà una nova població, anomenada Neokastro (Νεοκάστρο, 'castell nou'). Aquesta nova localitat donà lloc a la moderna població de Pilos, fundada el 1830, just després de la Independència, anomenada encara Neokastro fins a 1833, quan el nou estat grec imposà el nom de l'antiga Pilos.

## Nom
Durant tota l'antiguitat fou coneguda amb el nom de Pilos (grec antic: Πύλος, llatí: Pylus; gentilici Πύλιος). Sembla que durant el domini de l'Imperi Romà d'Orient retengué el nom, que apareix per darrera vegada el segle ix a propòsit d'una ràtzia dels àrabs de Creta.
El topònim d'Avarino apareix per primera vegada el segle xii vinculat a l'antic castell: en una notitia eclesiàstica, el 1293 en un crisòbul de l'emperador Andrònic II Paleòleg (1282-1328), i a la versió grega de la Crònica de Morea. El grec Αβαρίνος esdevengué Navarino per mala segmentació. Pel que fa a l'origen, s'ha proposat que es degui a l'establiment dels àvars al segle vi o bé que es tracti d'un topònim d'origen eslau amb el significat d'auró (els topònims eslaus no eren estranys al Peloponnès).
Amb el domini franc i venecià aparegué el nom venecià de Zonclo (grec: Ζόγκλον), en francès Port de Jonc, en italià Porto Zonchio i en català medieval, Port Jonc. Aquest nom prové dels joncs dels aiguamolls situats al peu del castell vell. Caigué en desús després de la desaparició del Despotat de Morea, desplaçat pel de Navarino. Els otomans l'anomenaren Anavarin[o] (آناوارين).
Després de la construcció de la fortalesa nova el segle xvi, aquesta fortificació rebé el nom de Neokastro (Νεοκάστρο, 'castell nou'), mentre que l'antiga fortalesa, al nord de la badia, rebé el nom de Paleokastro (Παλαιοκάστρο, 'castell vell'). La nova població, fundada el 1830, fou inicialment anomenada Neocastro, però el 1833 fou rebatejada amb el nom antic de Pilos (Πύλος).

## Història

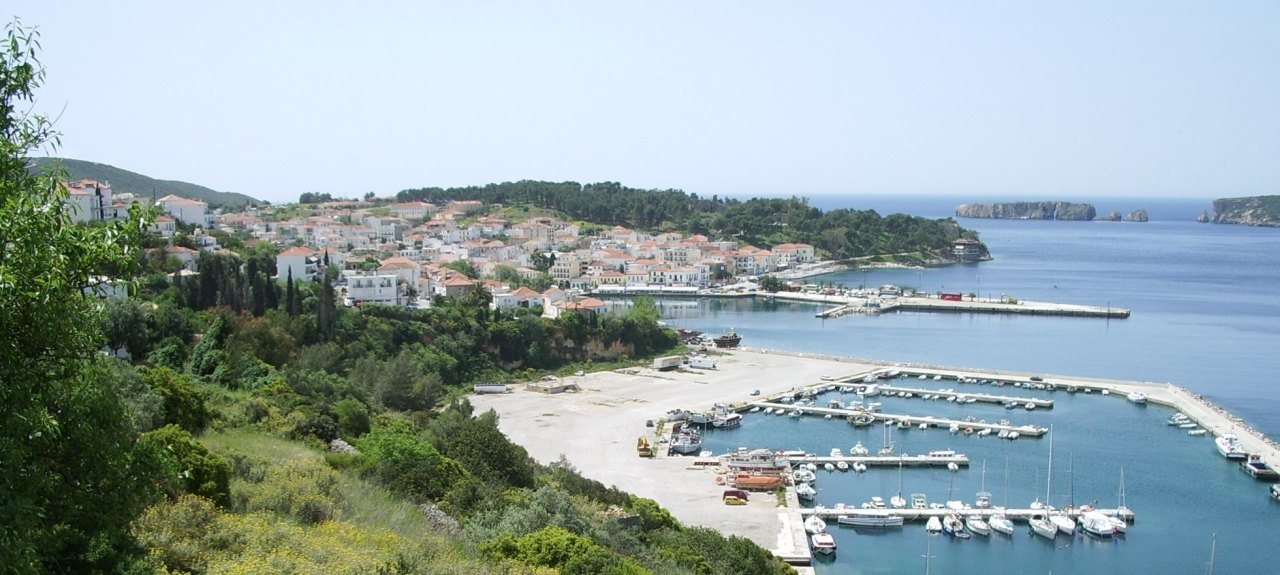
Pilos vista del nord

### Antiguitat
S'han trobat proves que demostren que aquest territori va estar poblat amb continuïtat a partir del Neolític. Durant el període micènic, Pilos fou la capital de Messènia, un estat d'uns 2.000 km² i una població de 50.000 a 120.000 habitants. Es tracta d'una de les poblacions més importants dels poemes homèrics, la qual estava governada pel rei Nèstor. Després de la caiguda dels palaus entrà en decadència, com tot el país, i no és esmentada pels historiadors fins al segle vii aC, quan fou una de les darreres ciutats a caure en mans dels espartans a la segona guerra messènica, després de la qual la major part dels habitants van emigrar cap a Sicília.
Torna a aparèixer a la història el 424 aC, durant la guerra del Peloponnès, quan el comandant atenenc Demòstenes hi va erigir una fortalesa al promontori anomenat Corifàsion (grec antic: Κορυφάσιον) pels espartans, però Pilos pels atenencs, la qual va acabar amb la batalla de l'illa d'Esfactèria, a la vora del promontori, contra els espartans; la fortalesa va restar en mans dels atenencs segons el tractat del 421 aC, i la van conservar 15 anys, fins al final de la guerra.
El 371 aC Epaminondes va restaurar Messènia i messenis i aqueus es disputaren la plaça. Fou membre de la Lliga Aquea segons se sap per una moneda, però es desconeix en quines dates. Després va estar sota domini de la República Romana, i més tard va passar a l'Imperi.

### Edat mitjana
Després de la Quarta Croada el 1204, va formar part del Principat d'Acaia, possessió dels francs, que l'anomenaren Port Jonc, i esdevengué centre d'una baronia. El 1281 el noble franc Nicolau II de Sant Omer, senyor de Tebes, va rebre uns territoris a Messènia a canvi de les possessions de la seva esposa a Calamata; entre aquests territoris hi havia Navarino, on va construir un castell (el castell vell, Paleokástron, al nord de la badia). Segons altres fonts, el promotor del castell fou Guillem I de La Roche. El castell esdevengué centre de la població, que fou coneguda com a Navarino pels llatins, Zonclo pels venecians, i Anavarin pels otomans. L'illa d'Espactèria protegia el port, que era considerat un dels més segurs de la Morea.
El 4 de novembre del 1354 davant de la seva costa va tenir lloc la batalla naval de Zonklon, que va cloure la Guerra venecianogenovesa amb la derrota veneciana, la captura del seu almirall i gran part de la flota, sotmesos per la flota genovesa de Paganino Doria. A mitjan segle s'hi van establir albanesos i el 1381/1382 va aparèixer la Companyia Navarresa (que incloïa gascons i italians).

### Període venecià i otomà
Navarino va ser reconquerida pels venecians el 1417, i el 1423 van comprar tots els drets al baró genovès. A partir d'aquest any la plaça va patir atacs otomans, el més greu dels quals fou el de 1460, quan totes les terres de l'entorn foren assolades per Mehmet II. Després d'això els venecians només van conservar algunes places (Modó, Coró, Argos, Monembasia i Thermisía. El 1479 els otomans van reconèixer la sobirania veneciana.
Fou definitivament conquerida pels otomans al mateix temps que Modó i Coró, l'any 1500, després de les batalles de Zonchio i de Modó. El proveditore venecià Contarini es va rendir l'agost del 1500, tot i que disposava de 3.000 homes i de queviures per tres anys. Pocs mesos després en un atac sorpresa els venecians la van recuperar i van aniquilar la guarnició de geníssers, però els otomans la van reconquerir sota Khadim Ali Paixà (per terra) i Kemal Reis (per mar) el 20 de maig de 1501. La possessió otomana fou confirmada pel tractat de pau del 1503. Llavors fou un punt de concentració de la flota otomana i de vaixells corsaris turcs.
Poc després de la batalla de Lepant (7 d'octubre de 1571) els otomans van reconstruir una flota a Navarino sota el comandament d'Otxalí i van derrotar una flota cristiana manada per En Joan d'Àustria (1572). Després d'això es va ordenar la construcció d'una nova fortalesa, aquesta al sud de la badia i anomenada Neokastro (Νεοκάστρο, 'castell nou': 1572-1573). Fou part del sanjaq de Mistràs a partir de 1574. El segle següent la va visitar Evliya Çelebi, qui diu que els ingressos que produïa eren directament pel soldà.
Fou recuperada pels venecians el 1645, a l'inici de la guerra turcoveneciana, car els otomans la utilitzaven com a base contra Creta, però la retornaren amb la pau de 1648. Altra vegada els venecians se'n van apoderar el 1686; el venecià Francesc Morosini, ajudat pel comte suec Königsmark, va conquerir per assalt la fortalesa de Coró i tot seguit es va traslladar a Navarino (la vella i la nova), defensada per Mustafà Paixà i Djafer Paixà, i la va ocupar, igual com Modó, Calamata, Zarnata, Passavas, Kelefa i Oitylo; fou la capital de la Morea veneciana, però fou retornada per la Pau de Passarowitz el 1715. En el període venecià tenia entre 1.400 i 1.800 habitants (1415 el 1686, 1797 el 1700, 1800 el 1711). Sota l'Imperi Otomà fou convertida en un kaza turc del sanjak de Morea.

### Període rus i otomà

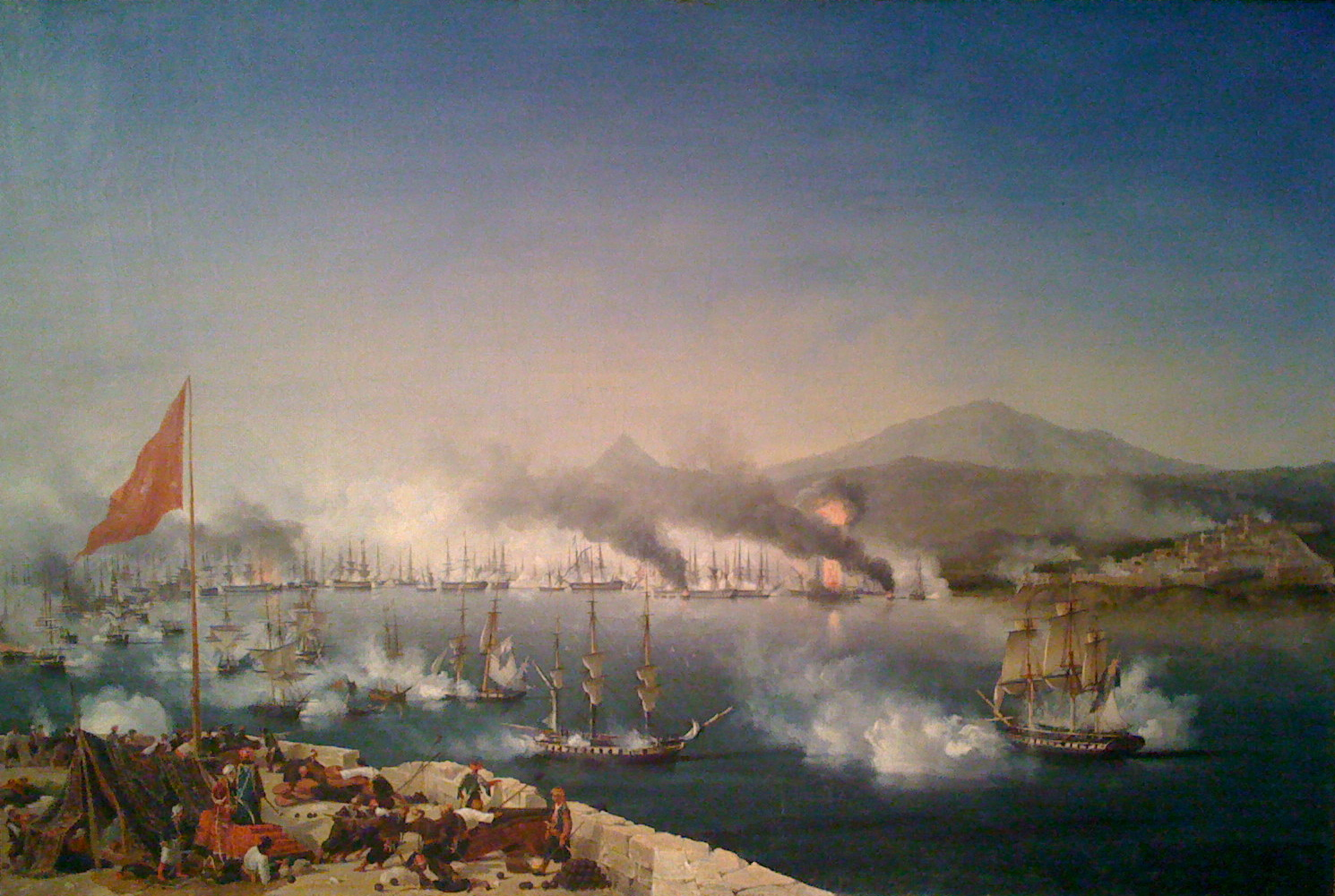
Batalla naval de Navarino del 1827

Durant la guerra russo-turca (1768-1774) els russos la van ocupar després de derrotar una ferotge resistència que va durar sis dies de la població turca i la guarnició. Els russos van entrar a la fortalesa de Neokastro, no gaire ben fortificada però amb abundant artilleria i municions, que va capitular el 10 d'abril de 1770. Els turcs van poder traslladar-se a Creta, tot deixant els cristians, alguns dels quals eren presoners als harems. Fou la principal base russa a Morea durant el 1770. L'almirall Alexis Orlov la va destruir i evacuar l'1 de juny de 1770 i fou recuperada pels otomans l'endemà.
El 29 de març de 1821, durant la Guerra d'independència de Grècia, els rebels grecs la van assetjar; els turcs de tota Arcàdia s'hi havien refugiat. Entre el dia 1 i el 7 d'agost els otomans es van rendir i els grecs els van massacrar. Però en foren expulsats per Ibrahim Paixà d'Egipte i els egipcis el 1825 el 29 d'abril (Paleokastro) i l'11 de maig (Neokastro).

### Independència grega
El 27 d'octubre de 1827 es va lliurar una gran batalla entre els turcs i les flotes de França, Anglaterra i Rússia en aquesta badia. Fou la darrera gran batalla naval de vaixells de vela de la història, i la derrota otomana va suposar finalment la independència grega. Ibrahim Pasha va concertar aviat una treva però Navarino va restar a les seves mans fins a la primavera del 1828 (en què els turco-egipcis foren rellevats per forces franceses manades pel general Maison) i Ibrahim no va sortir de la península fins a la tardor.
La moderna ciutat de Pilos fou construïda entre el 1828 i el 1832 al peu de la fortalesa, és a dir a la part meridional de la badia de Navarino, i fou capital del districte (eparquia) de Pilos i del nomos (província) de Messènia. El 1833 va perdre el nom de Neokástro i fou rebatejat amb l'antic nom de Pilos. El 1971 tenia 2.258 habitants.

## Organització territorial

Mapa de Pilos-Nestoras

Actualment el terme municipal de Pilos està subdividit en els següents districtes:
- Ampelokipoi
- Chomatada
- Gialova
- Glyfada
- Iklaina
- Kallithea
- Kynigos
- Mesochori
- Pappoulia
- Pidasos
- Pyla
- Pilos (nucli urbà)

## Demografia
| Any  | habitants del nucli urbà | habitants de tot el municipi |
| ---- | ------------------------ | ---------------------------- |
| 1981 | 2.594                    | -                            |
| 1991 | 2.014                    | 5.340                        |
| 2001 | 2.104                    | 5.402                        |
| 2011 | 2.767                    | 5.287                        |